# 雄神村 (岡山県)
雄神村（おがみそん）は、岡山県上道郡にあった村。現在の岡山市東区の一部にあたる。

## 地理
吉井川下流右岸から砂川下流との間に位置していた。
- 山岳：岩倉山[2]

## 歴史
- 1889年（明治22年）6月1日、町村制の施行により、上道郡西隆寺村、福治村、富崎村、久保村、原村が合併して村制施行し、雄神村が発足[1][2]。旧村名を継承した西隆寺、福治、富崎、久保、原の5大字を編成[2]。
- 1955年（昭和30年）4月1日、西大寺市に編入され廃止[1][2]。

### 地名の由来
吉井川の古名雄神川による。

## 産業
- 農業、果樹、養蚕[2]
- 明治末期から大正にかけて養蚕が盛んで、東備製糸・三河製糸が進出した[2]。

## 教育
- 1891年（明治24年）尋常雄神小学校が大字富崎に移転[2]。